# Stanisław Jaworski (chorąży)
Stanisław Jaworski vel Jan Barczyk (ur. 24 grudnia 1898 w Krakowie, zm. 30 lipca 1944 w Pomiechówku) – chorąży Wojska Polskiego, kawaler Orderu Virtuti Militari.

## Życiorys
Urodził się 24 grudnia 1898 w Krakowie, w rodzinie Michała i Anny z Pawliszynów. 
W czasie wojny z bolszewikami walczył w szeregach 11 Pułku Ułanów Legionowych, a później przez kolejnych 19 lat służył w tym oddziale, w garnizonie Ciechanów. W czasie kampanii wrześniowej na stanowisku zastępcy dowódcy szwadronu gospodarczego.
Został aresztowany jako zakładnik i 6 lipca 1944 osadzony w więzieniu karno-śledczym Gestapo w Forcie III w Pomiechówku. Tam 30 lipca 1944 został zamordowany razem z dziewięcioma innymi żołnierzami 11 puł. i pochowany w grobie zbiorowym na cmentarzu przy ulicy Płońskiej w Ciechanowie.
Był żonaty, bezdzietny.

## Ordery i odznaczenia
- Krzyż Srebrny Orderu Wojskowego Virtuti Militari nr 2392 – 1922[9][4][10][6]
- Krzyż Niepodległości – 3 maja 1932 „za pracę w dziele odzyskania niepodległości”[11][3][5]
- Krzyż Walecznych dwukrotnie[12]
- Krzyż Zasługi[12]
- Medal Pamiątkowy za Wojnę 1918–1921[12]
- Medal Dziesięciolecia Odzyskanej Niepodległości[12]
- Medal Zwycięstwa[12]
- łotewski Medal Pamiątkowy 1918-1928[12]